# Serge Lemoyne
Serge Lemoyne (ur. 13 czerwca 1941 w Acton Vale, zm. 12 lipca 1998 w Saint-Hyacinthe) – kanadyjski malarz.
Tworzył głównie malarskie happeningi, w których nawiązywał do meczów hokejowych. Pod względem stylu jego prace były pokrewne twórczości grup artystycznych lat '60. Lemoyne dedykował swoje prace żyjącym malarzom. Dodawał do nich kolaże i wiązał je w paczki. Pomalował również cały swój dom w Acton Vale i zamierzał go sprzedać w częściach.